# Abarth 209A Boano Coupé
De Abarth 209A Boano Coupé is een automodel geproduceerd door het Italiaanse Abarth. Er is slechts één exemplaar van de auto gemaakt, die momenteel in het Louwman Museum staat tentoongesteld.
In 1954 wilde Mario Felice Boano, die destijds bij Ghia werkte, een sportwagen bedoeld voor de Amerikaanse markt ontwerpen. Om de plannen te realiseren ging Boano naar Carlo Abarth, eigenaar van Abarth, waarmee hij al vaker had samengewerkt. Boano ontwierp de auto met hulp van Giovanni Michelotti in drie koetswerkstijlen, een Spider, een Convertible en de Coupé. Abarth regelde de rest van de auto, waaronder ook de aandrijflijn. Het grootste deel van die aandrijflijn was afkomstig van de Fiat 1100, waaronder de vering, de versnellingsbak en de motor met een inhoud van 1,1 liter. Ook kreeg de auto onderdelen van een kit die door Abarth werd geproduceerd. Dat waren de carburateurs en de uitlaat. De auto had een vermogen van 66 pk en volgens Abarth zelf een topsnelheid van 186 km/h. Abarth had het vermogen van de motor bijna verdubbeld; zo leverde de motor in de Fiat 36 pk.
De 209A werd samen met de 208A op de Turin Motor Show in 1955 gepresenteerd en werd nog voordat de auto verscheept werd tijdens de Autosalon van Genève van 1955 tentoongesteld. Toen de auto eenmaal in Amerika was, werd deze tijdens de Chicago Auto Show tentoongesteld. De importeur van Abarth in de Verenigde Staten, Tony Pompeo, bestelde twaalf auto's van de serie, waarvan één 209A Boano Coupé. Het kwam nooit tot een andere bestelling. De enige 209A Boano Coupé werd verkocht aan iemand die in de buurt van Chicago woonde. In de jaren 60 verscheen de auto op enkele tentoonstellingen voor klassieke auto's en later werd de auto door Peter Kaus voor zijn Rosso Bianco Museum gekocht. In 2010 werden alle auto's van het museum naar het nieuwe Louwman Museum gebracht, waaronder ook de 209A Boano Coupé.
De 209A Boano Coupé draagt het chassisnummer "006".